# Präsidentschaftswahl im Iran im Juli 1981

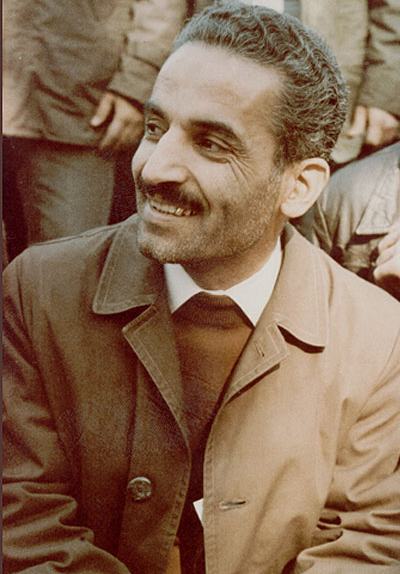
Wahlsieger Mohammad Ali Radschāʾi

Die iranischen Präsidentschaftswahlen im Juli 1981 fanden am 24. Juli 1981 statt. Mohammad Ali Radschāʾi wurde zum Staatspräsidenten gewählt.

## Vorgeschichte
Abolhassan Banisadr, vor der Islamischen Revolution Mitglied der schahfeindlichen Bewegung Nationale Front und wurde am 25. Januar 1980 zum Staatspräsidenten gewählt. Im Laufe seiner Amtszeit hatte er sich mehr und mehr gegen Chomeini gestellt, der schließlich die Absetzung Banisadrs beantragte. Bei der Abstimmung über diesen Antrag vom iranischen Parlament am 22. Juni 1981 stimmte lediglich ein Abgeordneter für den Staatspräsidenten. 12 Abgeordnete enthielten sich, und 177 stimmten für die Absetzung.
Nach der Absetzung musste ein neuer Staatspräsident gefunden werden. Der zu diesem Zeitpunkt amtierende Ministerpräsident Mohammad Ali Radschāʾi konnte bei den einen Monat nach der Absetzung Banisadrs angesetzten Wahlen mit deutlichem Abstand die meisten Stimmen auf sich vereinigen. Ein Wahlkampf fand nicht statt, da sich auf den Straßen nach Banisadrs Flucht ins französische Exil am 29. Juni 1981 die Gewalt zwischen den aufständischen Volksmodschahedin und der chomeinitreuen Revolutionsgarde entlud.

## Ergebnis
|                         | Stimmen    | Prozent |
| ----------------------- | ---------- | ------- |
| Mohammad Ali Radschāʾi  | 12.779.050 | 90,0 %  |
| Abbas Scheibani         | 658.498    | 4,53 %  |
| Ali-Akbar Parwaresch    | 339.646    | 2,67 %  |
| Habibollah Asgar-Owladi | 249.457    | 1,72 %  |
| Gesamt                  | 14.573.803 | 100 %   |

## Weitere Entwicklung
Der Wahlsieger Mohammad Ali Radschāʾi fiel bereits am 30. August 1981 einem Bombenanschlag zum Opfer, so dass im Oktober erneut ein Staatspräsident gewählt werden musste.